# Klenovnik
Klenovnik är en ort i Kroatien.   Den ligger i länet Varaždin, i den norra delen av landet, 50 km norr om huvudstaden Zagreb. Klenovnik ligger 237 meter över havet och antalet invånare är 1 056.
Terrängen runt Klenovnik är platt norrut, men söderut är den kuperad. Runt Klenovnik är det ganska glesbefolkat, med 26 invånare per kvadratkilometer. Närmaste större samhälle är Ivanec, 6,5 km sydost om Klenovnik. Omgivningarna runt Klenovnik är en mosaik av jordbruksmark och naturlig växtlighet.